# 中村幸雄
中村 幸雄（なかむら ゆきお、1917年1月1日 - 2002年7月30日）は、日本の物理学者、情報処理学者。

## 略歴
東京出身。1940年東京帝国大学理学部物理学科卒、逓信省電気試験所勤務、1961年郵政省電気通信研究所次長、情報特許部長、1969年退職、日本通信協力専務取締役、1979年インフォーコム技術事務所設立、所長。1984年東京農業大学教授。
情報科学技術協会副会長。日本ドクメンテーション協会副会長、1981‐1992年会長。1987年丹羽賞受賞。1993年名誉会員。FID / CCC 委員。1987年勲四等旭日小綬章受勲。1992年、FID Distinguished Professional Award 。

## 著書
- 『家庭で学ぶ電気学』（長谷川書店） 1948
- 『樂しい電氣學』（長谷川書店） 1950
- 『パリ旅行手帳』（白水社） 1960
- 『論文と抄録の書き方』（日本ドクメンテーション協会、NIPDOKシリーズ） 1969
- 『通信は社会生活をこう変える』（日刊工業新聞社、人間・環境・技術シリーズ） 1973
- 『情報検索理論の基礎 批判と再検討』（共立出版、情報科学講座） 1998

### 編集
- 『電子工学新語辞典 電子工学最近の術語解説』（編、修教社） 1949
- 『技術開発のための情報システム』（塚田孜共編、日刊工業新聞社） 1973

## 翻訳
- 『レーダー』（ピエール・ダヴィッド、白水社、文庫クセジュ） 1953
- 『電子デバイスと回路』（キャロル、好学社） 1968
- 『情報検索システム 特性・試験・評価』（F・W・ランカスター、監訳、紀伊国屋書店） 1972
- 『情報管理のためのパーソナルドクメンテーション入門』（V・スティビッツ、監訳、オーム社） 1982
- 『知的生産の技術と方法 ツール・オブ・マインド』（V・スティビッツ、監訳、オーム社） 1984
- 『UDCの使い方 国際十進分類法の利用と応用』（I・C・マッキルウェイン、訳者代表、情報科学技術協会） 1994
- 『一般用語学入門および用語辞書編集法』（オイゲン・ヴュスター、荒木啓介共訳、情報科学技術協会） 1998